# From Ashes Rise
From Ashes Rise és un grup estatunidenc de hardcore punk format a Nashville a mitjans dels anys 1990. Ha contribuït a definir el gènere crust punk juntament amb bandes com His Hero is Gone i Tragedy en combinar acords de guitarra dissonants amb afinacions greus. Igual que els seus companys de Tragedy, el grup va traslladar la seva residència a Portland l'any 2001.

## Història
El 2003 From Ashes Rise va signar un contracte amb Jade Tree Records i va escriure les cançons que formarien part de l'àlbum Nightmares, agafant influències del d-beat de Discharge. El grup es va separar a la tardor de 2005 després de realitzar una gira amb el grup anglès Subhumans.
El 12 d'octubre de 2009 els membres del grup es van retrobar i van fer un concert al club Satyricon de Portland, un esdeveniment anunciat a la seva pàgina de Myspace. Seguit d'aquest concert i de la publicació de Live Hell al març, From Ashes Rise va reprendre la seva activitat i va fer una gira internacional.
El 25 de desembre de 2011 el guitarrista i vocalista Brad Boatright va fundar el seu propi segell discogràfic, Audiosiege Media, el qual depèn de Moshpit Tragedy Records. El gener de 2012 From Ashes Rise va gravar dues cançons, «Rejoice The End» i «Rage Of Sanity», per a un EP 7" publicat amb Southern Lord Records.

## Discografia
- Fragments of a Fallen Sky (1998), 7", Clean Plate Records
- Life and Death (1999), 7", Partners In Crime Records
- Concrete & Steel (2000), LP, Feral Ward Records
- Discography (2000), CD, Feral Ward Records
- Silence (2000), LP, Feral Ward Records
- From Ashes Rise/Victims (2003), compartit, LP, Havoc Records
- Nightmares (2003), CD, Jade Tree / LP, Havoc Records
- Live Hell (2010), LP, Jade Tree
- Rejoice The End / Rage Of Sanity (2012), 7", Southern Lords